# Couvent de la Congrégation-Notre-Dame de Reims
Le couvent de la Congrégation-Notre-Dame de Reims était un couvent fondé officiellement en 1638 et qui a existé jusqu’à la révolution. Il a été établi dans la première maison des carmélites de Reims et fut vendu comme bien national pendant la révolution puis converti en habitation.

## Localisation
Le Couvent de la Congrégation de Reims était située dans le département français de la Marne, sur la commune de Reims, rue du Barbâtre.

## Historique
Plusieurs tentatives d’établissement de cet ordre, par le monastère de Laon, ont été nécessaires pour leur établissement à Reims. En effet, le conseil de ville considérait qu’il y avait déjà trop d’établissements religieux dans Reims. Plusieurs des couvents environnants - Châlons, Troyes... - du même ordre avaient des vues sur Reims. Le père Pierre Fourier, fondateur de l’ordre, trouvait lui-même que le développement de l’ordre était trop rapide avec un risque de formation trop rapide des sœurs pour le respect de l’esprit de l’ordre .
Les religieuses de la congrégation de Notre-Dame s’établirent finalement officiellement à Reims le 9 juin 1638 rue du Barbâtre, dans la 1ère maison des Carmélites.
La maison et la chapelle donnaient sur la rue du Barbâtre. Leur quatrième vœux était de se consacrer à l’éducation des jeunes filles[réf. nécessaire]. Les premières classes ouvrirent en 1638. Les religieuses enseignaient aux jeunes filles de 4 à 18 ans[réf. nécessaire].
Elles y demeurèrent jusqu’à la révolution.

### Période révolutionnaire
Comme les autres ordres religieux, les religieuses des Dames de la Congrégation furent expulsées en 1792. L’église et le couvent ont été mis en vente comme bien national. L’église fut transformée en grange puis en écurie avant d’être démolie[réf. nécessaire].
Le couvent servit d’abord de caserne en 1793 puis fut transformé en maison d’habitation.

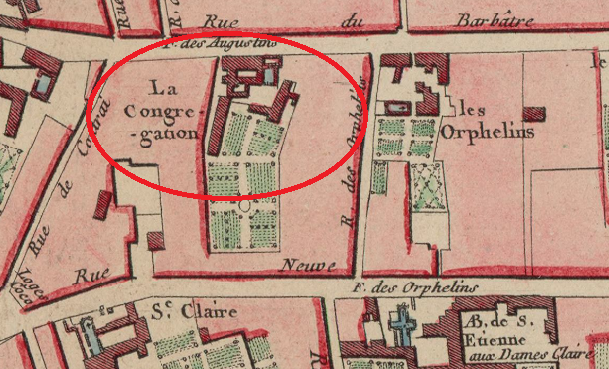
Reims Le couvent de la Congrégation